# Улрих Пелцер
Улрих Пелцер (на немски: Ulrich Peltzer) е германски белетрист.

## Биография и творчество
Улрих Пелцер е роден на 9 декември 1956 г. в Крефелд. От 1975 г. следва психология и философия в Свободния университет на Берлин. Завършва обучението си през 1982 г. като дипломиран психолог.
Пелцер живее като писател на свободна практика и публикува редица книги. В тях пресъздава преживяванията си в Берлин и Ню Йорк. Характерно за романите му е отказът от традиционното реалистично описание на външния свят. Вместо това център на повествованието е възпроизвеждането на процесите в съзнанието на протагониста. Отношението си към метрополисите Пелцер описва така: „Липсва ми чувството на носталгия. Пейзажите не пораждат почти нищо у мен. Обичам да живея в големи градове.“
Улрих Пелцер е член на немския ПЕН клуб. Членува в Академията на изкуствата в Берлин от 2010 г., а от 2015 г. е ръководител на секция „литература“. През 20015 г. е избран за член на Немската академия за език и литература в Дармщат.

## Награди и отличия
- 1992: Стипендия Бертелсман към „Награда Ингеборг Бахман“
- 1996: „Берлинска литературна награда“
- 1997: „Награда Ана Зегерс“
- 2000: „Награда на Югозападното радио“
- 2001: „Севернорейнска литературна награда“ на град Крефелд
- 2003: „Бременска литературна награда“
- 2008: „Берлинска литературна награда“ за цялостно творчество
- 2008: „Дюселдорфска литературна награда“
- 2008: „Шпихер: литературна награда Лойк“
- 2009/2010: Stadtschreiber von Bergen
- 2010: Förderpreis Deutscher Film für das Drehbuch zu Unter dir die Stadt (gemeinsam mit Christoph Hochhäusler)
- 2010: Mitglied der Akademie der Künste in Berlin.
- 2010/2011: Frankfurter Poetik-Vorlesungen unter dem Motto „angefangen wird mittendrin“
- 2011: „Награда Хайнрих Бьол“[3]
- 2013: „Награда Карл Амери“
- 2015: „Награда Марилуизе Флайсер“[4] на град Инголщат
- 2015: „Награда Петер Вайс“
- 2015: Franz-Hessel-Preis für Das bessere Leben
- 2015: „Немска награда за книга“ (финалист)
- 2016: „Награда Герти Шпис“
- 2016: „Кранихщайнска литературна награда“ „in Anerkennung seines bisherigen Werks unter besonderer Berücksichtigung des Romans Das bessere Leben“[5]